# Zeuctostyla vidrierata
Zeuctostyla vidrierata är en fjärilsart som beskrevs av Paul Dognin 1893. Zeuctostyla vidrierata ingår i släktet Zeuctostyla och familjen mätare. Inga underarter finns listade i Catalogue of Life.